# Sylvia Mathews Burwell
Sylvia Mathews Burwell, född 23 juni 1965 i Hinton i Summers County, West Virginia, var USA:s hälsominister mellan åren 2014 och 2017 i Obamas kabinett. Tidigare har hon varit chef för Walmarts välgörenhetsstiftelse och chef för Bill and Melinda Gates Foundations globala utvecklingsbiståndsprogram. Mathews Burwell var biträdande chef för USA:s presidentkansli 1997–1998, biträdande förvaltnings- och budgetdirektör inom USA:s presidentkansli (Vita huset) från 1998, samt federal förvaltnings- och budgetdirektör 2013–2014.